# اچ‌ام‌اس بلکبرن (۱۹۱۸)
اچ‌ام‌اس بلکبرن (۱۹۱۸) (به انگلیسی: HMS Blackburn (1918)) یک کشتی بود که طول آن ۲۳۱ فوت (۷۰ متر) بود. این کشتی در سال ۱۹۱۸ ساخته شد.